# Adriana Urbina
Adriana Urbina (Caracas, Venezuela) es una chef y consultora gastronómica venezolana. Fue la ganadora del primer lugar del Food network´s Competition Chopped y fundó el restaurante Tepuy ubicado en la ciudad de Nueva York.

## Trayectoria
Adriana Urbina comenzó su carrera a la temprana edad de 12 años cuando finaliza sus estudios culinarios en L'École de Cuisine Alain Ducasse en Francia y posteriormente al regresar a su ciudad natal, Caracas, ingresó al Instituto Culinario de Caracas, fundado por los chefs Sumito Estévez y Héctor Romero.
Luego de trabajar en varios restaurantes venezolanos, toma su primer empleo "internacional" como aprendiz en el restaurante Martín Berasategui con tres Estrellas Michelín ubicado en España; también trabajó en restaurantes como el Mugaritz (España), el Atenas (Nueva York) con dos Estrellas Michelín y el Rougue Tomate (Nueva York y Bruselas) con una Estrella Michelín. Mas recientemente resulta ganadora del Food network´s Competition "Chopped" obteniendo el primer lugar y un premio de $10.000 .
Fundó su restaurante Tepuy en la ciudad de Nueva York, donde reside actualmente. Inicia con el innovador estilo pop-up, un concepto aplicado a tiendas y restaurantes donde el espacio deja de ser fijo para convertirse en itinerante y temporal. El establecimiento recibió el reconocimiento como "Mejor lugar venezolano para comer en Nueva York" en el año 2015 por el Eater New York Times; “A través de eso, la gente de Food Network me encontró para el reality” comenta Urbina en una entrevista para Analítica. La esencia de sus platos son los ingredientes básicos en la comida venezolana, ya que tiene como aspiración llevar sus conocimientos a Venezuela, “Mi sueño dorado es hacer lo más que pueda aquí y luego irme a Venezuela. Llevar todos mis aprendizajes para allá” así comenta Urbina en unas de sus entrevistas.
Luego de ganar el concurso se hace contribuyente de las organizaciones Comparte por una Vida, que se encarga de recolectar insumos y fondos para llegar a la mayor cantidad de hospitales, casas hogares y escuelas en Venezuela que no cuenten con la posibilidad de alimentar a los niños que allí se encuentren, y Acción Humanitaria por Venezuela, que se encarga de garantizar comida y medicinas para niños.